# ウィルヘルム・ブセット
ウィルヘルム・ブセット（Wilhelm Bousset, 1865年9月3日 - 1920年3月8日）は、ドイツの神学者、新約聖書学者。
リューベックでユグノーの子孫の家に生まれる。エルランゲン大学で神学の勉強を始め、そこでエルンスト・トレルチに出会う。後に、ライプツィヒでは、アドルフ・フォン・ハルナックの教え子であった。その後ゲッティンゲン大学で勉強を続け、1890年にはゲッティンゲン大学で新約聖書釈義の教授になる。1916年にはギーセン大学の教授になる。1920年3月8日、ギーセンで死去。
ブセットは、リヒャルト・アウグスト・ライツェンシュタイン、アルベルト・アイヒホーン、ヘルマン・グンケルのように宗教史学派の著名な学者である。彼は、初代教会のキリスト教と他のギリシア的ユダヤ主義などの宗教的信条の比較の研究において知られている。ブセットは、著作においてキリスト教思想は近隣の文化と信条体系に影響を受けていることを示した。そのため新約聖書の正典を絶対的なものとはせず、「デカダンス理論」に対して不信を強めるという方法で、外側の思想に研究の範囲を広げた。